# Tripwire Interactive
Pour les articles homonymes, voir Tripwire.
Tripwire Interactive est un studio américain de développement, d'édition et de distribution de jeux vidéo, fondé en 2005, et basé à Roswell, dans la banlieue d'Atlanta.

## Histoire
À l'origine un groupe de moddeurs, Tripwire Interactive s'est constitué en 2005 à la suite du succès à un concours de création de mods, Make Something Unreal, pour le jeu Unreal Tournament 2004. Le prix remporté étant la création d'un jeu officiel, Red Orchestra: Ostfront 41-45, jeu basé sur ce mod, est sorti en mars 2006 sur les serveurs de Steam ; c'est donc la première création de la société.
Sa seconde création est également l'adaptation d'un mod en véritable jeu vidéo avec en mai 2009 la sortie de Killing Floor (lui aussi basé sur l'Unreal Engine et issu de UT2004).
Toujours en mai 2009, Tripwire annonce le développement de Red Orchestra 2: Heroes of Stalingrad, basé sur l'Unreal Engine 3 dont l'accord d'exploitation a été conclu en 2007.
En octobre 2010, Tripwire édite The Ball, un jeu de puzzle, d'action et d'aventure à la première personne, développé par Teotl Studios.
Le 18 août 2022, Embracer Group annonce le rachat du studio.

## Controverse
Le 6 septembre 2021, le président de Tripwire Interactive annonce sur Twitter qu'il soutenait la loi anti-avortement votée au Texas. À la suite de cette prise de position, des studios qui travaillaient avec l'éditeur prennent leurs distances ou rompent même leur collaboration. Finalement, les employés de Tripwire Interactive se désolidarisent de John Gibson qui donne sa démission. Il est remplacé à ce poste par le vice-président, Alan Wilson.

## Jeux développés
- 2006 : Red Orchestra: Ostfront 41-45
- 2009 : Killing Floor
- 2011 : Red Orchestra 2: Heroes of Stalingrad
- 2013 : Rising Storm (en)
- 2015 : Killing Floor 2
- 2017 : Rising Storm 2: Vietnam
- 2020 : Maneater (avec Blindside Interactive)

## Jeux édités
- 2009 : Zeno Clash par ACE Team
- 2010 : The Ball par Teotl Studios
- 2011 : Dwarfs!? par Power of 2
- 2020 : Maneater
- 2021 : Chivalry II
- 2023 : Deceive Inc.